# Васильки (Смоленская область)
Васильки́ — деревня в Ельнинском районе Смоленской области России. Входит в состав Ельнинского городского поселения.
Население — 19 жителей (2007 год).
Расположена в 4 км к юго-востоку от центра города Ельня, южнее железной дороги Смоленск — Сухиничи.

## Экономика
2 сельхозпредприятия («Владимир», «Белая Русь») .